# Ixora meeboldii
Ixora meeboldii är en måreväxtart som beskrevs av William Grant Craib. Ixora meeboldii ingår i släktet Ixora och familjen måreväxter. Inga underarter finns listade i Catalogue of Life.